# Shaying
Shaying (kinesiska: 沙营) är en köping i sydvästra Kina. Den ligger i det autonoma häradet Guanling i staden Anshun i provinsen Guizhou, omkring 140 kilometer sydväst om provinshuvudstaden Guiyang. Antalet invånare är 18203. Befolkningen består av 8 643 kvinnor och 9 560 män. Barn under 15 år utgör 27,0 %, vuxna 15-64 år 64 %, och äldre över 65 år 8,0 %.